# Сан-Хосе (вулкан)
Сан-Хосе (исп. San José) — вулкан на границе между Аргентиной (провинция Мендоса) и Чили (Столичная область). Высота — 5856 м. Расположен к югу от более старшего, вероятно потухшего вулкана Мармолехо.
Первое восхождение в северную вершину Сан-Хосе произошло в 1920 году, когда Хуан Гвиннер достиг 5740 м, высоты этой второстепенной вершины вулкана. Тем не менее в 1931 году Отто Пфннинхер и Себастьян Крюккэль поднялись на главную вершину вулкана (южная вершина) и были удивлены размером кратера и ледников, которые расположены внутри кратера.